# Митков, Владимир
Владимир Митков (макед. Владимир Митков; 20 октября 1931, Кавадарци — 19 июля 2024, Скопье) — македонский югославский политик и профессор.

## Биография
Родился 20 октября 1931 года в городе Кавадарци. Среднее образование получил в родном городе. В 1954 году окончил юридический факультет в Скопье, а в 1964 году защитил докторскую степень. С 1960 года он был доцентом конституционного права в Университете Скопье, а через пять лет стал доцентом социально-политического устройства СФРЮ и коммунального устройства СФРЮ. С 1970 года — доцент, а с 1975 года — профессор. В период 1974—1982 годов он был членом Исполнительного совета СРМ. С 1984 по 1986 год он был председателем Конституционного суда в Скопье. В период 1986—1989 годах он был членом Президиума СРМ, а с 26 апреля 1990 года по 27 января 1991 года — Председателем Президиума.
Умер 19 июля 2024 года в Скопье в возрасте 92 лет.